# Bezirk Krakowiec
Bezirk Krakowiec – dawny powiat (Bezirk) kraju koronnego Królestwo Galicji i Lodomerii, funkcjonujący w latach 1854–1867. Siedzibą starostwa było miasteczko Krakowiec.

## Historia
Bezirk Krakowiec utworzono w ramach reformy uwłaszczeniowej z okresu Wiosny Ludów (1848–1849), która likwidowała jurysdykcję właściciela ziemskiego nad poddanymi. W Galicji, dominium – jako podstawowa jednostka administracyjna i filar systemu feudalnego straciło rację bytu. Konieczne stało się zatem wprowadzenie nowego systemu administracyjnego, którego zręby powstały w latach 1851–1855. Nowy trójstopniowy podział administracyjny objął 21 cyrkułów (niem. Kreise), 179 małych powiatów (niem. Bezirke) i ponad 6000 gmin (niem. Gemeinde). 
Bezirk Krakowiec objął obszar o wielkości 7,8 mil², zamieszkany był przez 27.250 ludzi i podzielony na 38 gmin katastralnych, w tym dwa miasteczka (Krakowiec i Wielkie Oczy). Wszedł w skład cyrkułu przemyskiego, jako jeden z jego dziewięciu powiatów.
Po nadaniu Galicji autonomii oraz powołaniu samorządu gminnego i powiatowego w 1865 zlikwidowano cyrkuły (Kreise). Dotychczasowe małe powiaty (Bezirke) w liczbie 179, utrzymały się do 1867 roku, kiedy to w następstwie kolejnej reformy administracyjnej (23 stycznia 1867) zostały zastąpione przez 74 większych powiatów. Obszar zniesionego Bezirk Krakowiec wszedł wtedy w skład nowych powiatów jaworowskiego, mościskiego i jarosławskiego (vide podział w tabeli poniżej). 19 czerwca 1867, 1 sierpnia 1878 i 1 marca 1881 częściowo zmieniono granice tych powiatów. 15 czerwca 1934 gminy Budomierz i Hruszów przeniesiono z powiatu jaworowskiego do powiatu lubaczowskiego. 

## Podział administracyjny (1854)
| Lp. | Gmina jednostkowa                  | Powierzchnia | Ludność | Powiat w 1867 po zniesieniu |
| --- | ---------------------------------- | ------------ | ------- | --------------------------- |
| 1   | Krakowiec (m)                      | 2160         | 1703    | jaworowski                  |
| 2   | Budzyń                             | 881          | 533     | jaworowski                  |
| 3   | Gnojnice                           | 3102         | 1152    | jaworowski                  |
| 4   | Gnojnicka Wola                     | 2039         | 843     | jaworowski                  |
| 5   | Huki                               | –            | –       | jaworowski                  |
| 6   | Młyny                              | 1638         | 995     | jaworowski                  |
| 7   | Wólka Rosnowska z Rudą Krakowiecką | 1172         | 506     | jaworowski                  |
| 8   | Bonów                              | 4175         | 1615    | jaworowski                  |
| 9   | Budomierz                          | 1047         | 481     | jaworowski                  |
| 10  | Drohomyśl                          | 4124         | 934     | jaworowski                  |
| 11  | Hruszów                            | 4319         | 839     | jaworowski                  |
| 12  | Kłonice                            | 664          | 277     | jaworowski                  |
| 13  | Szczepłoty                         | 455          | 314     | jaworowski                  |
| 14  | Chotyniec z Dąbrowicą i Załaziem   | 4159         | 1224    | jarosławski                 |
| 15  | Hruszowice z Gajami                | 1589         | 460     | jarosławski                 |
| 16  | Kalników                           | 2708         | 1012    | mościski                    |
| 17  | Kochanówka                         | 978          | 352     | jaworowski                  |
| 18  | Ruda Kochanowska z Wilczą Górą     | 974          | 334     | jaworowski                  |
| 19  | Lubienie                           | 3099         | 1092    | jaworowski                  |
| 20  | Małnów                             | 4040         | 1572    | mościski                    |
| 21  | Małnowska Wola                     | 2621         | 897     | mościski                    |
| 22  | Morańce                            | 1247         | 678     | jaworowski                  |
| 23  | Przedbórze                         | 1908         | 380     | jaworowski                  |
| 24  | Nahaczów                           | 4585         | 1222    | jaworowski                  |
| 25  | Porudno                            | 2268         | 708     | jaworowski                  |
| 26  | Porudenko                          | 902          | 708     | jaworowski                  |
| 27  | Czerczyk                           | 554          | 220     | jaworowski                  |
| 28  | Rogóźno                            | 5867         | 1298    | jaworowski                  |
| 29  | Siedliska                          | 2372         | 848     | jaworowski                  |
| 30  | Sarny z Rehbergiem                 | 2958         | 990     | mościski                    |
| 31  | Semerówka                          | 1155         | 399     | jaworowski                  |
| 32  | Czaplaki                           | 3275         | 1025    | jaworowski                  |
| 33  | Świdnica                           | 3275         | 1025    | jaworowski                  |
| 34  | Boża Wola                          | 3275         | 1025    | jaworowski                  |
| 35  | Skolin                             | 274          | 201     | jaworowski                  |
| 36  | Wielkie Oczy (m)                   | 3485         | 1453    | jaworowski                  |
| 37  | Wólka Żmijowska                    | 491          | 254     | jaworowski                  |
| 38  | Żmijowiska                         | 1383         | 439     | jaworowski                  |

Objaśnienie:
(M) = miasto; (m) = miasteczko